# Вулиця Шопена (Луцьк)
Вулиця Шопена — вулиця в Луцьку, що бере початок від проспекту Волі й рухається на південь до роздоріжжя проспекту Перемоги та вулиці Огієнка.

## Будівлі та установи
- Волинська обласна універсальна наукова бібліотека ім. Олени Пчілки — вулиця Шопена, 11
- Луцька дитяча залізниця — вулиця Шопена, 14А
- Палац учнівської молоді — вулиця Шопена, 18
- Волинський краєзнавчий музей — вулиця Шопена, 20
- Майстерня авторської натуральної косметики — вулиця Шопена, 4

## Світлини

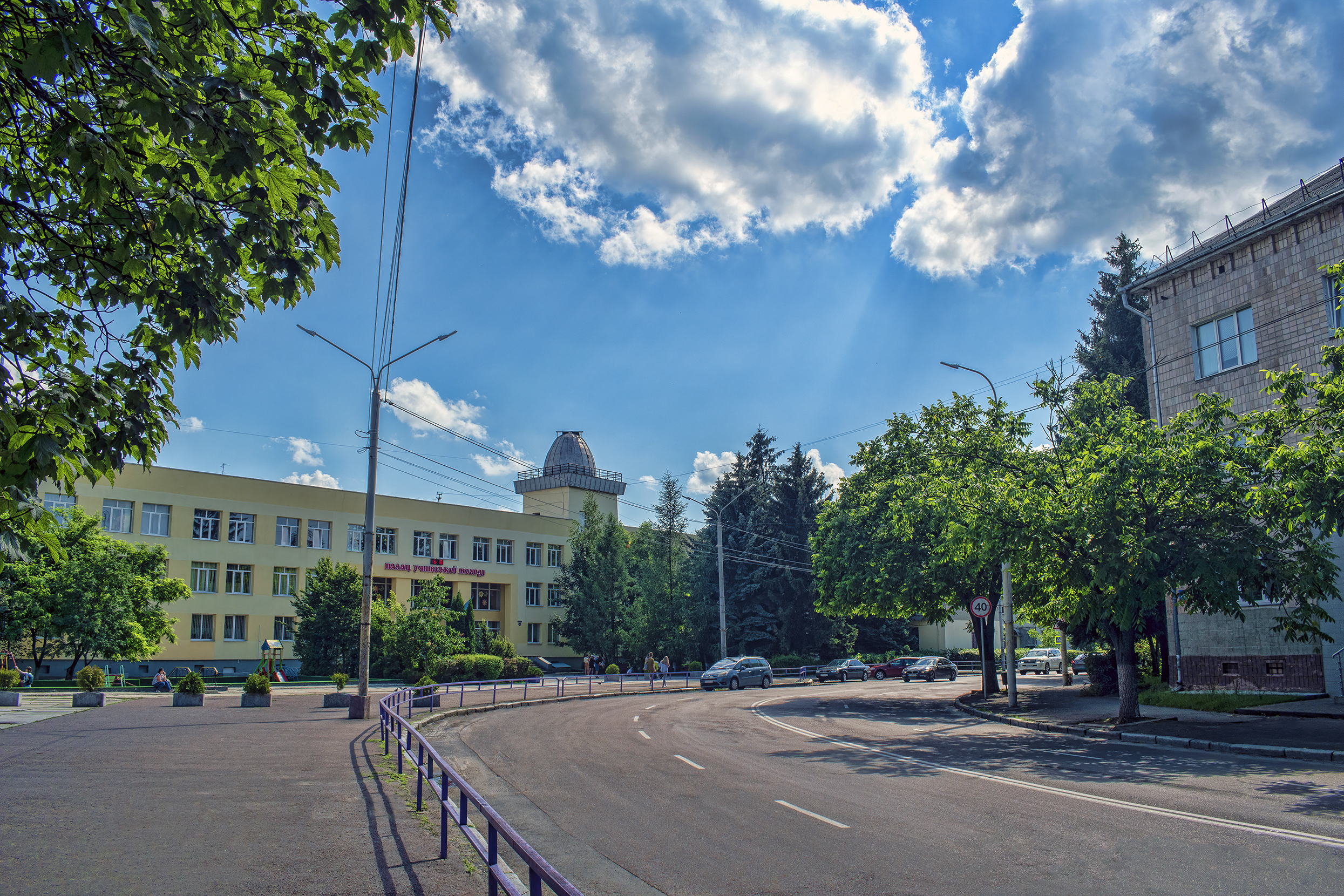
Палац учнівської молоді
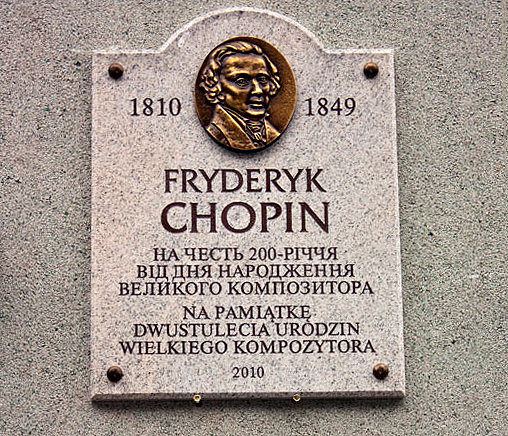
Меморіальна дошка на краєзнавчому музеї